# Багата руда
Бага́та руда́ (рос. богатая руда, англ. bucked ore, shipping ore, high-grade(rich) ore; нім. Erzhochwertiges, Erzhöfliches) — руда, в якій вміст корисних компонентів вищий від середнього в конкретній галузі на даний відрізок часу. На відміну від поняття «збагачена руда», в якій підвищеного вмісту корисних компонентів досягнуто внаслідок її збагачення.
Протилежне — бідна руда.